# Srbica (gmina)
Srbica (serb. Србица, alb. Skënderajt) – gmina w Kosowie, w regionie Mitrovica. Jej siedzibą jest miasto Srbica.

## Demografia
W 2011 roku gmina liczyła 50 858 mieszkańców. Większość z nich stanowili etniczni Albańczycy – 99%. Oprócz nich wymienia się następujące grupy narodowościowe i etniczne:
1. Albańczycy (50 685)
2. Serbowie (50)
3. Boszniacy (42)
4. Egipcjanie Bałkańscy (10)
5. Turcy (1)

## Polityka
W wyborach lokalnych przeprowadzonych w 2017 roku kandydaci Demokratycznej Partii Kosowa uzyskali 20 z 31 mandatów w radzie gminy. Frekwencja wyniosła 31,6%. Burmistrzem został Bekim Jashari.